# الحربی الجدیاوی
الحربی الجدیاوی (انگلیسی: Alharbi El Jadeyaoui؛ زادهٔ ۸ اوت ۱۹۸۶) بازیکن فوتبال اهل مراکش است.
از باشگاه‌هایی که در آن بازی کرده‌است می‌توان به باشگاه فوتبال لانس، باشگاه فوتبال آنژه، باشگاه فوتبال استاد برستوا ۲۹، باشگاه فوتبال گنگام، و باشگاه فوتبال قره‌باغ اشاره کرد.
وی همچنین در تیم‌های ملی فوتبال زیر ۲۰ سال فرانسه و مراکش بازی کرده‌است.